# 주말엔 클팝
《주말엔 클팝》은 KFN 라디오에서 방송하는 음악 전문 라디오 프로그램이다.

## 역사
2017년 4월 15일에 방송신설하였다.

## 진행
- 김소현 보관됨 2024-03-18 - 웨이백 머신

## 코너 소개

### 주말 코너
- 예약합니다

### 토요일 코너
- 주말 클래식 사전
- 코리안 바이브
- 팝스타 최고의 순간!
- 네버엔딩 팝스타

### 일요일 코너
- 클래식 한걸음
- 원스 어픈 어 타임인 빌보드
- 톡톡팝송 (Talk Talk)

| KFN 라디오 주말 프로그램 |                     |                        |
| 이전                     | 주말엔 클팝         | 다음                   |
|                          | 주말엔 클팝         | 황보의 라디오가 좋아서 |
|                          | 오전 7시 ~ 오전 9시 | 오전 9시 ~ 오전 11시   |
|                          |                     |                        |